# Björn Jopek
Björn Jopek (Berlijn, 24 augustus 1993) is een Duits voormalig voetballer die doorgaans speelde als middenvelder. Tussen 2012 en 2025 was hij actief voor Union Berlin, Arminia Bielefeld, Chemnitzer FC, Würzburger Kickers, Hallescher FC, Viktoria Berlin, Kickers Offenbach en Eintracht Mahlsdorf.

## Clubcarrière
Jopek begon al vroeg in zijn jeugd te voetballen bij de opleiding van Union Berlin. In 2011 veroverde de middenvelder een plekje bij het belofteteam, waarvoor hij slechts acht duels zou spelen. Op 12 augustus 2012 maakte Jopek zijn debuut als profvoetballer. Tijdens een wedstrijd in de 2. Bundesliga tegen Eintracht Braunschweig (0–1 nederlaag) mocht de middenvelder in de basis beginnen. Een maand later, op 14 september, scoorde hij zijn eerste doelpunt. Tegen FC Ingolstadt 04 scoorde hij in de veertigste minuut de 1-1. Ingolstadt zou uiteindelijk met 2–1 winnen. Op 4 oktober 2012 verlengde de jongeling zijn contract tot medio 2015.
Na afloop van deze verbintenis verkaste Jopek naar Arminia Bielefeld. Vier wedstrijden later werd Chemnitzer FC zijn nieuwe werkgever. Na een jaar verkaste de middenvelder naar Würzburger Kickers. Opnieuw speelde Jopek één jaar bij een club, voor hij in 2018 verkaste naar Hallescher FC. Na twee seizoenen liet hij die club achter zich. Na een half seizoen tekende hij voor Viktoria Berlin, na een geslaagde proefperiode. Deze club verliet hij medio 2022 voor Kickers Offenbach. Twee jaar later ging hij voor Eintracht Mahlsdorf spelen. Jopek besloot medio 2025 op eenendertigjarige leeftijd een punt achter zijn actieve loopbaan te zetten.